# Jan Hammenecker (acteur)

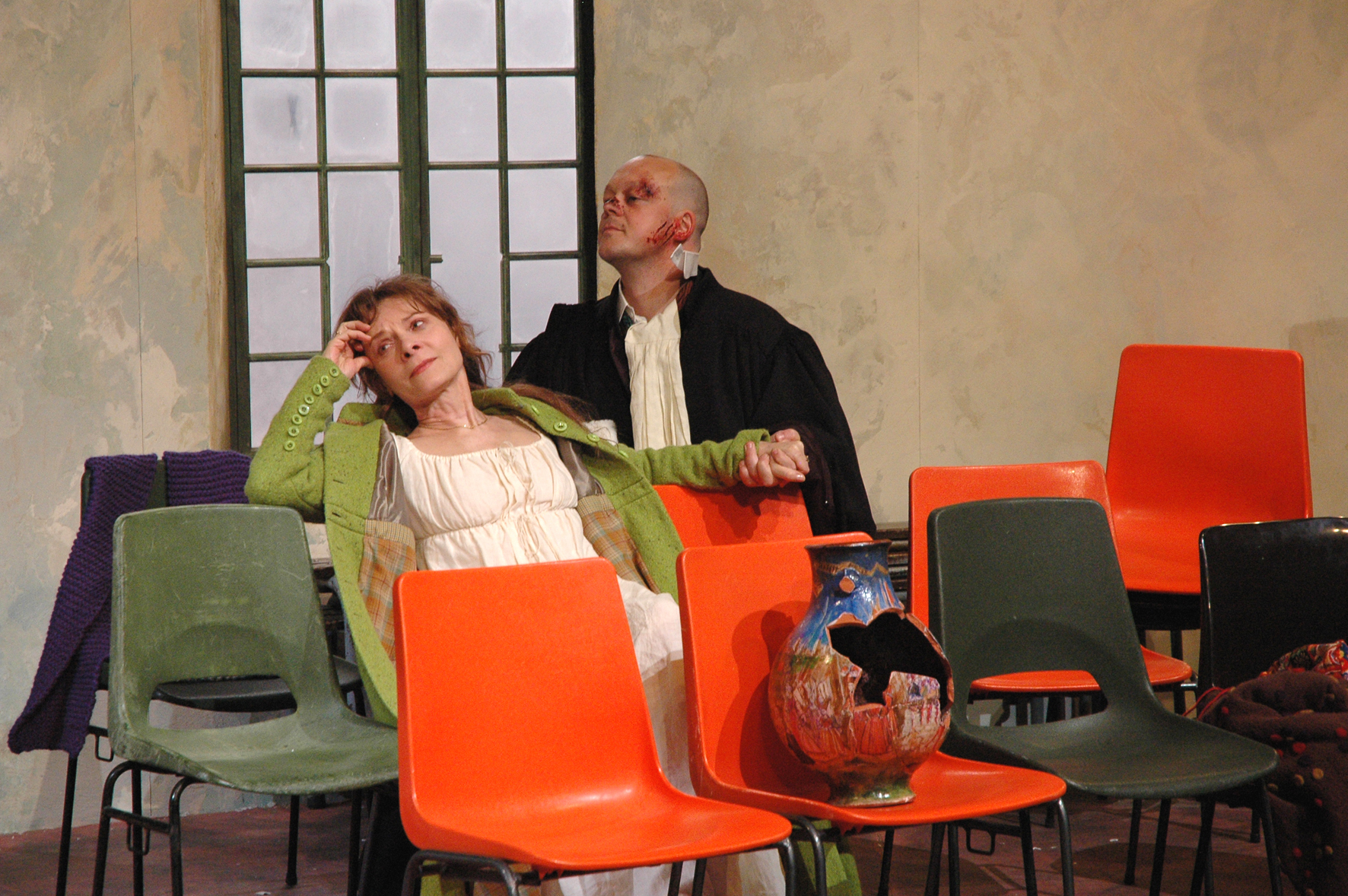
Jan Hammenecker in het toneelstuk La cruche cassée met tegenspeelster Laurence Roy in 2008.

Jan Hammenecker (Oostende, 24 januari 1968) is een Vlaams acteur in België en Frankrijk.

## Biografie
Hammenecker speelde in een aantal langspeelfilms waaronder ook enkele rollen als stemacteur. Zijn filmdebuut als eenentwintigjarige was in Blueberry Hill van Robbe De Hert. In 2010 speelde hij in 22 mei van Koen Mortier als Jan, in 2012 vertolkte hij in Tango Libre van Frédéric Fonteyne de rol van Dominique. Deze laatste rol leverde hem een nominatie op voor een Magritte voor beste acteur.
Tot zijn bekendere televisierollen kunnen gerekend worden, de vermoorde en als geest verder levende Dirk Vereecken in Het goddelijke monster uit 2011, garagebaas Jerry in Eigen kweek, de hoofdrol van kabinetschef Charles Van Praet in De 16 van Willem Wallyn uit 2016 en in 2017 als Marcus Otten in Beau Séjour van Nathalie Basteyns en Kaat Beels. Ook speelde hij in Les Témoins (De Getuigen), een Franse televisieserie.
Daarnaast had hij ook rollen als gastacteur in onder meer de televisieseries Bex & Blanche, Dag & Nacht: Hotel Eburon, Code 37, Zone Stad, Rang 1, Clan en Cordon.
Daarnaast speelde hij in tal van theaterstukken in onder meer België, Nederland en Frankrijk, bijvoorbeeld  in Shakespeare’s King Lear in de rol van koning Lear, De Drie Zusters van Anton Tsjechov en La Mouche.

## Filmografie

### Langspeelfilms
- 1998: Een Luizenleven als stem van Molt
- 2000: Chicken Run als stem van Mr. Tweedy
- 2007: Ex Drummer van Koen Mortier als Dikke Lul
- 2010: 22 mei van Koen Mortier als Jan
- 2012: Tango Libre van Frédéric Fonteyne als Dominique
- 2013: Malavita van Luc Besson als kassabediende
- 2014: Welp van Jonas Govaerts als stroper
- 2016: Souvenir van Bavo Defurne als Elly Leloup, Jean's vader
- 2016: Home van Fien Troch als politie-inspecteur
- 2019: All of Us van Willem Wallyn als autoverkoper Vincent

### Televisieseries
- 2013/2016: Eigen kweek als Jerry
- 2014-2015: Vermist als Jan Degraeve (seizoen 5 en 6)
- 2014-2017: Les Témoins (Franse televisieserie) als Justin
- 2015: Voor wat hoort wat van Christophe Van Rompaey als Werner
- 2016: De 16 van Willem Wallyn als Charles Van Praet
- 2017: Beau Séjour van Nathalie Basteyns en Kaat Beels als Marcus Otten
- 2021: Glad IJs als Romain Verbist
- 2023: 1985 als vader Verhellen
- 2023: Assisen als Tony Dewulf
- 2024: Juliet als Gene Vermeire

## Nominaties
2014: Bij de Magritte du cinéma 2014 was hij een van de vier genomineerden voor de Magritte beste acteur voor de rol als Dominique in Tango Libre uit 2012 van Frédéric Fonteyne.
- Gemeinsame Normdatei: 1072155230
- International Standard Name Identifier: 0000 0001 2971 227X
- Système universitaire de documentation: 24055633X
- Virtual International Authority File: 316389187
- WorldCat: E39PBJqQCCWDWtdxgv7dC3p773